# 超值套餐
超值套餐是餐馆里一组菜单上的食物，加在一起的价格比单独提供的价格要低。它们在快餐店很常见。典型的超值套餐包括主菜（如汉堡、卷）、配菜（如炸薯条）和饮料。超值套餐是一种常见的促销策略，旨在促进捆绑销售、追加销售和价格歧视。通过购买“一顿饭”来换取个别菜单项的“折扣”也符合忠诚营销学派的思想。此外，这一术语基于价值理论，即利用特定的营销策略鼓励人们在购买时花更多的钱。